# Инами
«Инами» (фр. Inami, le Bellacaïbos de la forêt) — французский анимационный мультсериал, посвящённый экологическим вопросам. Действие происходит на земле Амазонии.

## Сюжет
Инами — маленький мальчик в Стране Шаманов, которому не терпится побыстрее вырасти. Разделите с маленьким индейцем Инами его приключения в Стране Шаманов. В самом сердце Изумрудного леса, посреди его легенд, Инами помогает нам легко понять непростые проблемы экологии.

## Герои
- Инами — главный герой, озорной 11-летний мальчик, полный энергии, чтобы стать взрослым членом племени Белокайбасс. Чрезвычайно проворен и любознателен, поэтому часто находит себе приключения. Одна из его немногочисленных фобий — крокодилы. Тем не менее, он спас от крокодила девочку-патамисса Хаиму и с тех пор влюблён в неё. Так Инами приобретает новую цель — наладить мирные отношения между племенами.
- Шимиве - это милосердный подросток около 13 лет, который обучается шаманству под руководством Карраса и является лучшим другом Инами. Благодаря урокам, которые он получает у Карраса, он хорошо разбирается в лекарственных травах и средствах. В раннем возрасте он потерял свою мать в водах реки, и с тех пор испытывает неоправданный страх перед водой. Хотя он немного старше Инами, он сбалансирован своей здравомыслием и часто уравновешивает необдуманные поступки своего друга, но при этом уступает ему в решительности. Со временем Шимиве влюбляется в Шаму, подругу Хаимы.
- Хаима — красивая и ловкая 11-летняя девушка из племени Патамиссов, враждебных Белокайбассам.
- Амината — младшая сестрёнка Инами, которая повторяет его действия и, подобно брату, мечтает как можно раньше стать взрослой.

## Второстепенные персонажи
- Каррас — старый и мудрый шаман племени Белокайбассов, всегда готовый помочь нуждающимся как словом, так и делом. Его животное-двойник — большой чёрный ягуар Окевата, который присматривает за его соплеменниками в лесу.
- Марикас — противный шаман из племени Патамиссов, который завидует умениям Караса и потому строит ему козни. Содержит в хижине своё животное-двойника, игуану Капроса.
- Сеомаро — молодой и благоразумный вождь племени Белокайбассов, отец Инами и Аминаты. Ответственно подходит к своим обязанностям, стараясь быть достойным примером как для своих соплеменников, так и для детей.
- Аминоска — любящая жена вождя племени Белокайбассов, мать Инами и Аминаты.
- Пинтосс — заносчивый отец Шимиве, часто сотрудничает с Марикасом из-за желания стать вождём своего племени. Вдовец, тщетно пытающийся привить сыну навыки воина. Имеет двойника-крокодила по имени Кракос. Позже влюбляется в Хоронами.
- Хоронами — мать Хаимы, самая разумная из племени Патамиссов. По-видимому, является вдовой, так как воспитывает дочь одна.
- Шама — подруга Хаимы. Относится с пониманием к её дружбе с Инами.
- Пириамос — ленивый юноша из племени Белокайбассов, который легко поддаётся внушению. Из-за этого некоторое время он прислуживает Пинтоссу против своей воли.
- Симину — обжора из племени Патамиссов. Уважает Хоронами.

## Животные
- Татунни — броненосец женского пола, двойник Инами.
- Шума — сова женского пола, двойник Шимиве.

## Список  серий
1. Мне снился сон
2. Глаза Верховного Тату
3. Семья броненосцев
4. Тайна
5. Четыре стихии
6. Жизнь за жизнь
7. Старший брат
8. Двенадцать акульих зубов
9. Розовый дельфин
10. В поисках соли
11. Племя огня
12. Запретное святилище
13. Тёмный шаман
14. Испытания крокодилами
15. Двойник познаётся в беде
16. Поющая гора
17. Таинственная деревня
18. Чёрный алмаз
19. Колодец снов
20. Загадочный остров
21. Завеса тьмы
22. Странное послание Хекур
23. Яд раздора
24. Цена свободы
25. Связь двойников
26. Испытание миром